# Liste der denkmalgeschützten Objekte in St. Pölten-Stattersdorf
Die Liste der denkmalgeschützten Objekte in St. Pölten-Stattersdorf enthält die denkmalgeschützten, unbeweglichen Objekte des St. Pöltner Stadtteils Stattersdorf.

## Denkmäler
| Foto |                 | Denkmal                                                          | Standort                                                 | Beschreibung | Metadaten |
| ---- | --------------- | ---------------------------------------------------------------- | -------------------------------------------------------- | --- | --- |
| ja   | Datei hochladen | Schule HERIS-ID: 32383 Objekt-ID: 29462                          | Stattersdorfer Hauptstraße 109 Standort KG: Stattersdorf | Das Gebäude der heutigen Volksschule mit angeschlossenem Kindergarten wurde 1889 im Auftrag von Josef Salcher, Direktor der Mathias Salcher & Söhne errichtet. Die späthistoristische Fassade des zweigeschoßigen Baus enthält Elemente der Neorenaissance. | BDA-Hist.: Q37947548 Status: § 2a Stand der BDA-Liste: 2025-06-30 Name: Schule GstNr.: 447/3 Schule Stattersdorf                                     |
| ja   | Datei hochladen | Anlage Stattersdorf - Lilienhof HERIS-ID: 83130 Objekt-ID: 96998 | Stattersdorfer Hauptstraße 62 Standort KG: Stattersdorf  | Der Lilienhof hat sich zwischen dem 16. Jahrhundert und dem 20. Jahrhundert entwickelt. Die weitläufige Anlage besteht im Wesentlichen aus der oktogonalen Kapelle, dem barocken Schlössl, dem Mary-Ward-Haus und einem Wirtschaftsgebäude. Bereits im Mittelalter wird der Hof als zum Chorherrenstift zugehörig genannt. Seit 1755 im Besitz des Institutes der Englischen Fräulein, die das Mary-Ward-Haus als Internatsgebäude nutzt. | BDA-Hist.: Q125484325 Status: § 2a Stand der BDA-Liste: 2025-06-30 Name: Anlage Stattersdorf - Lilienhof GstNr.: 227, 205, 226, 281/2, 230 Lilienhof |